# Route nationale 4 (Norvège)
Pour les articles homonymes, voir Route nationale 4 et RV4.
La route nationale 4 (en  norvégien : Riksvei 4, abrégé Rv4) est une route nationale en Norvège.

## Description
La route nationale 4 sert de liaison alternative d'Oslo à Lillehammer. 
Environ 27 kilomètres avant Lillehammer, au niveau du pont de Mjøs sur le lac Mjøsa, la route rejoint la route européenne 6, la route principale d'Oslo à Lillehammer.
La route nationale 4 commence du côté nord d'Oslo et se termine à Gjøvik à la jonction avec la route européenne 6. 
Elle s'étend plus ou moins parallèlement à la E6, qui est située à l'est du lac Mjøsa, tandis que la Rv 4 longe la rive ouest. 
La Rv 4 commence à Oslo sous le nom de Trondheimsveien, l'une des principales artères de la ville d'Oslo. À Sinsenkrysset, la Rv 4 est reliée au Ring 3. 
La route devient alors une autoroute urbaine à deux voies sur une longueur de 7 kilomètres à travers la banlieue Est d'Oslo. 
Après le quartier de Grorud, la route devient à voie unique et longe ensuite le pied d'une zone montagneuse en passant devant le quartier résidentiel de Vestli, à la limite Est d'Oslo. 
La route passe ensuite par le col Gjelleråsen.
La route suit ensuite un itinéraire à voie unique à dénivelé passant par Harestua (en) et Grua (en), après quoi il y a un court chevauchement avec la E16 jusqu'à  Roa (en).
Puis elle entre dans la région du Hadeland, une zone de collines et de prairies. 
À Jaren (en), elle croise la route régionale 34.
La route passe ensuite par Hadelandsåsen, un col de montagne d'environ 620 mètres d'altitude, qui est le point culminant de la Rv 4. Puis elle descend et longe le lac Einavatnet (en).
Plus au nord, la Rv 4 passe par Raufoss, avant d'atteindre la petite ville de Gjøvik.
Elle croise la route régionale 33 à un rond-point, et descend en contournant le centre de Gjøvik et parcourt la dernière partie vers le nord sur la rive ouest du grand lac Mjøsa. 
La route se termine au sud de Biri à un rond-point avec la E6, près du pont de Mjøsa (en) et à environ 25 kilomètres au sud de Lillehammer.

## Galerie

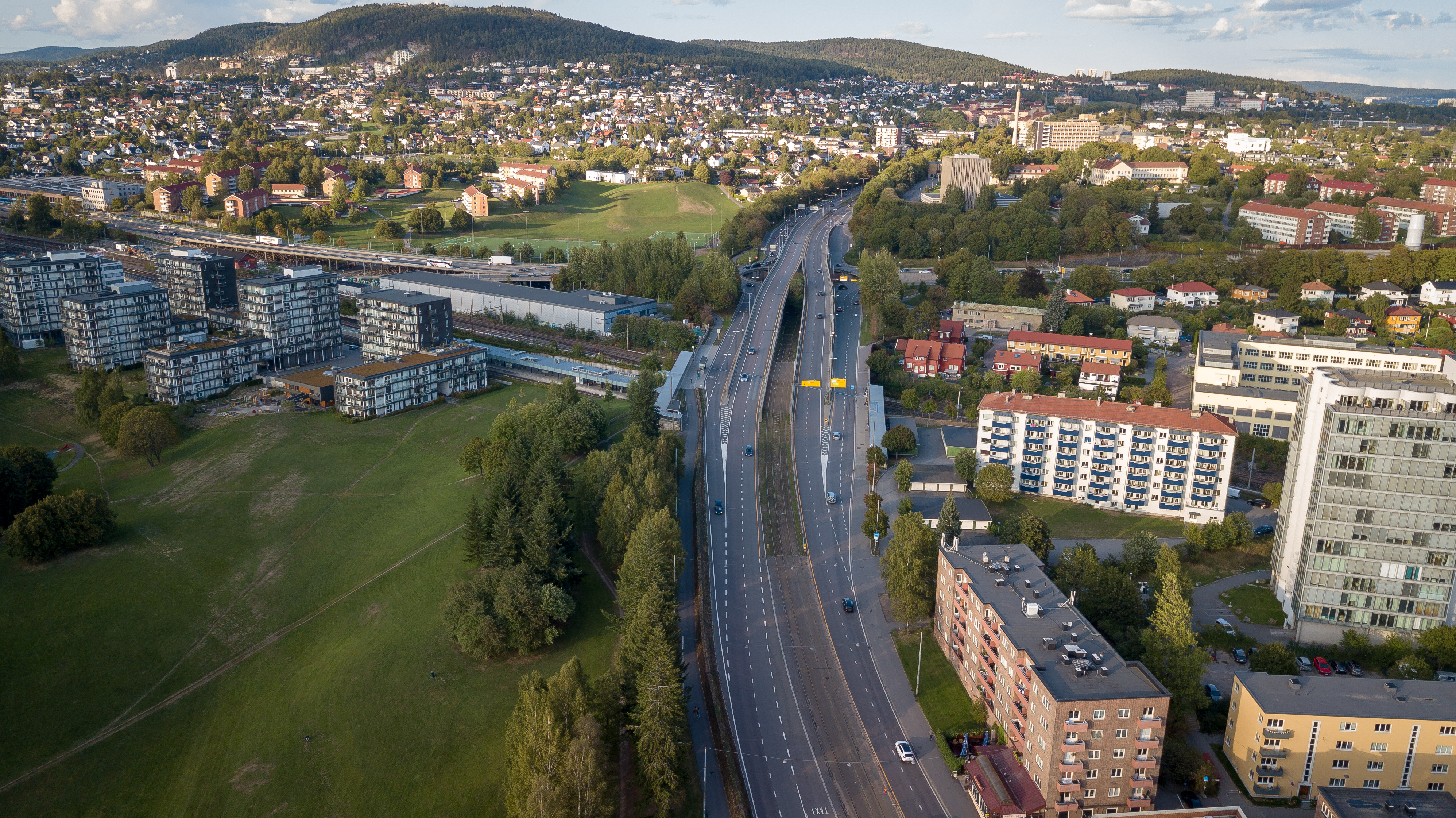
La route à Oslo.
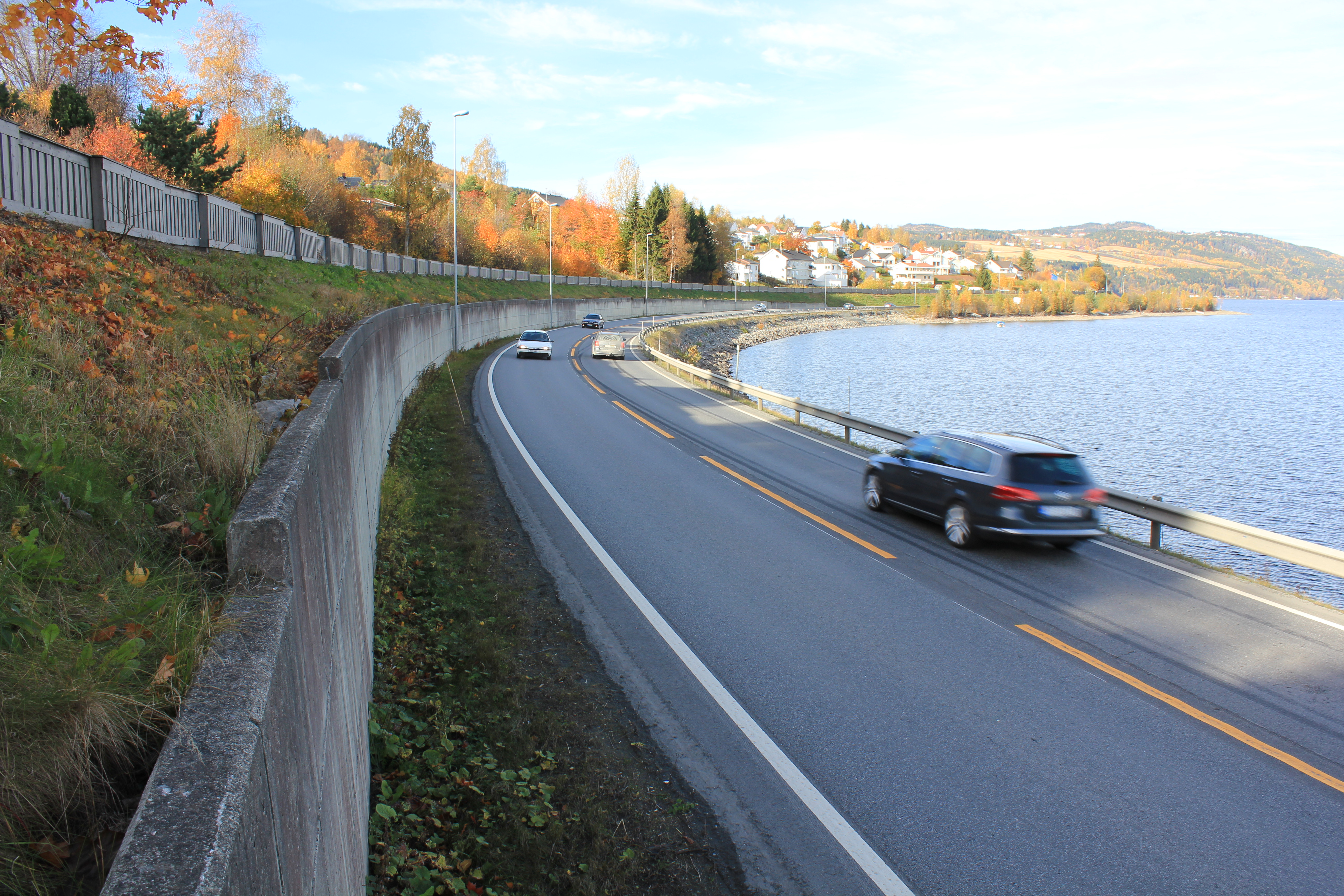
La route à Gjøvik.
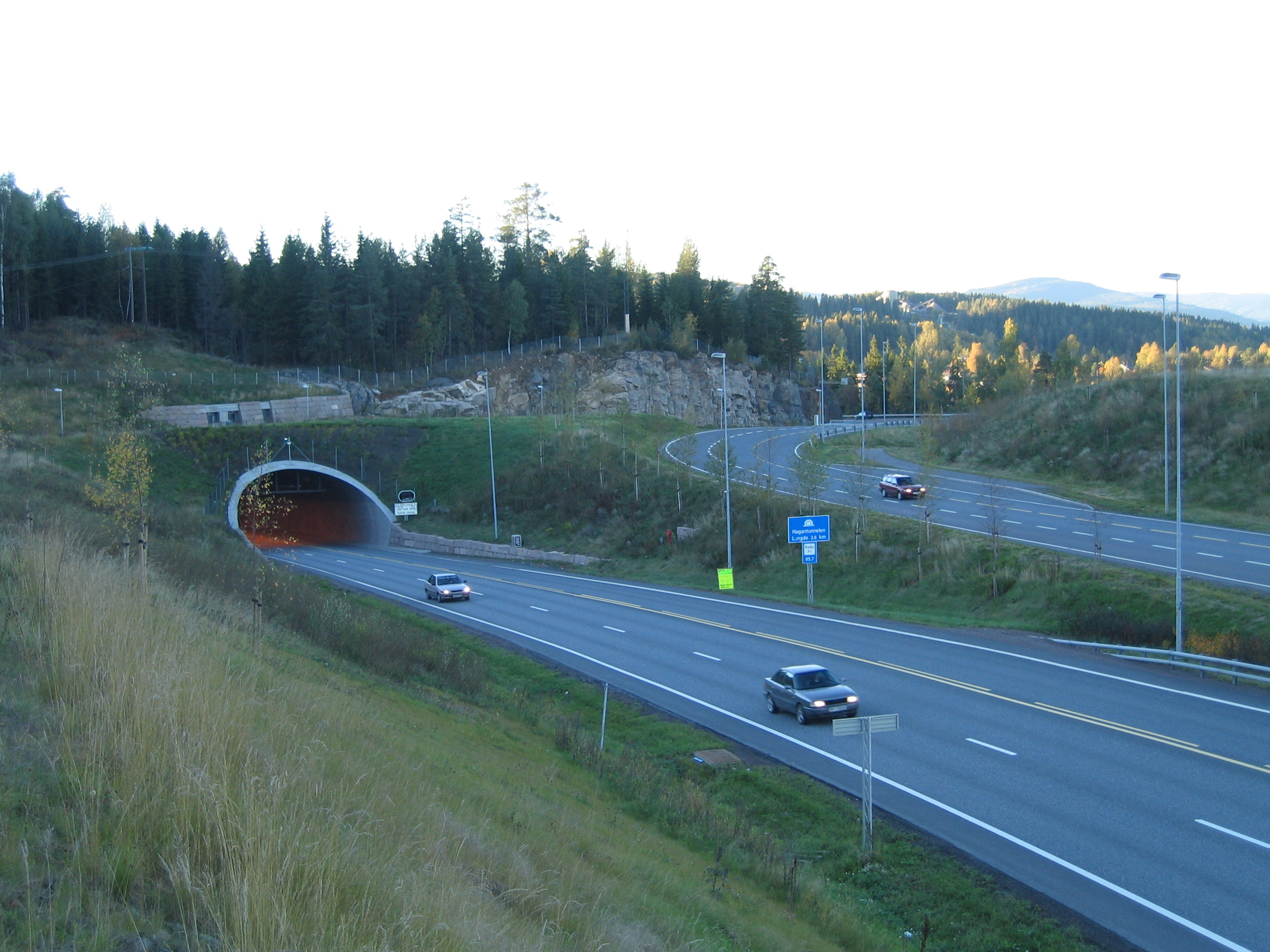
Tunnel de Hagan (no).